# Бобровников Микола Андрійович
Микола Андрійович Бобровников (1902, місто Київ — жовтень 1977, місто Київ) — радянський діяч, начальник Головного управління річкового флоту при Раді міністрів Української РСР.

## Життєпис
Народився в родині робітника. Трудову діяльність розпочав у 1919 році: працював матросом, кочегаром, помічником механіка на суднах Дніпровського пароплавства.
Член РКП(б) з 1925 року.
У 1929 році закінчив Київський державний політехнічний інститут.
З 1929 року — на відповідальних посадах у системі річкового транспорту Білоруської СРР та Української СРР. Під час німецько-радянської війни перебував на керівній роботі в системі Народного комісаріату річкового флоту СРСР.
У 1945—1956 роках — начальник управління Дніпровського річкового пароплавства Української РСР.
У серпні 1956 — березні 1959 року — 1-й заступник начальника Головного управління Дніпровського річкового пароплавства при Раді міністрів Української РСР. 23 травня 1958 — березні 1959 року — в.о. начальника Головного управління Дніпровського річкового пароплавства при Раді міністрів Української РСР.
У березні 1959 — квітні 1965 року — начальник Головного управління Дніпровського річкового пароплавства при РМ УРСР, яке в квітні 1965 року було реорганізоване в Головне управління річкового флоту при Раді міністрів Української РСР.
У квітні 1965 — серпні 1970 року — начальник Головного управління річкового флоту при Раді міністрів Української РСР.
З серпня 1970 року — персональний пенсіонер союзного значення в Києві. Викладав на Київському заочному факультеті Ленінградського інституту водного транспорту.
Помер наприкінці жовтня 1977 року після важкої хвороби в Києві.

## Нагороди
- орден Леніна
- орден Трудового Червоного Прапора
- орден «Знак Пошани»
- медалі
- Заслужений працівник транспорту Української РСР